# Concerto pour flûte

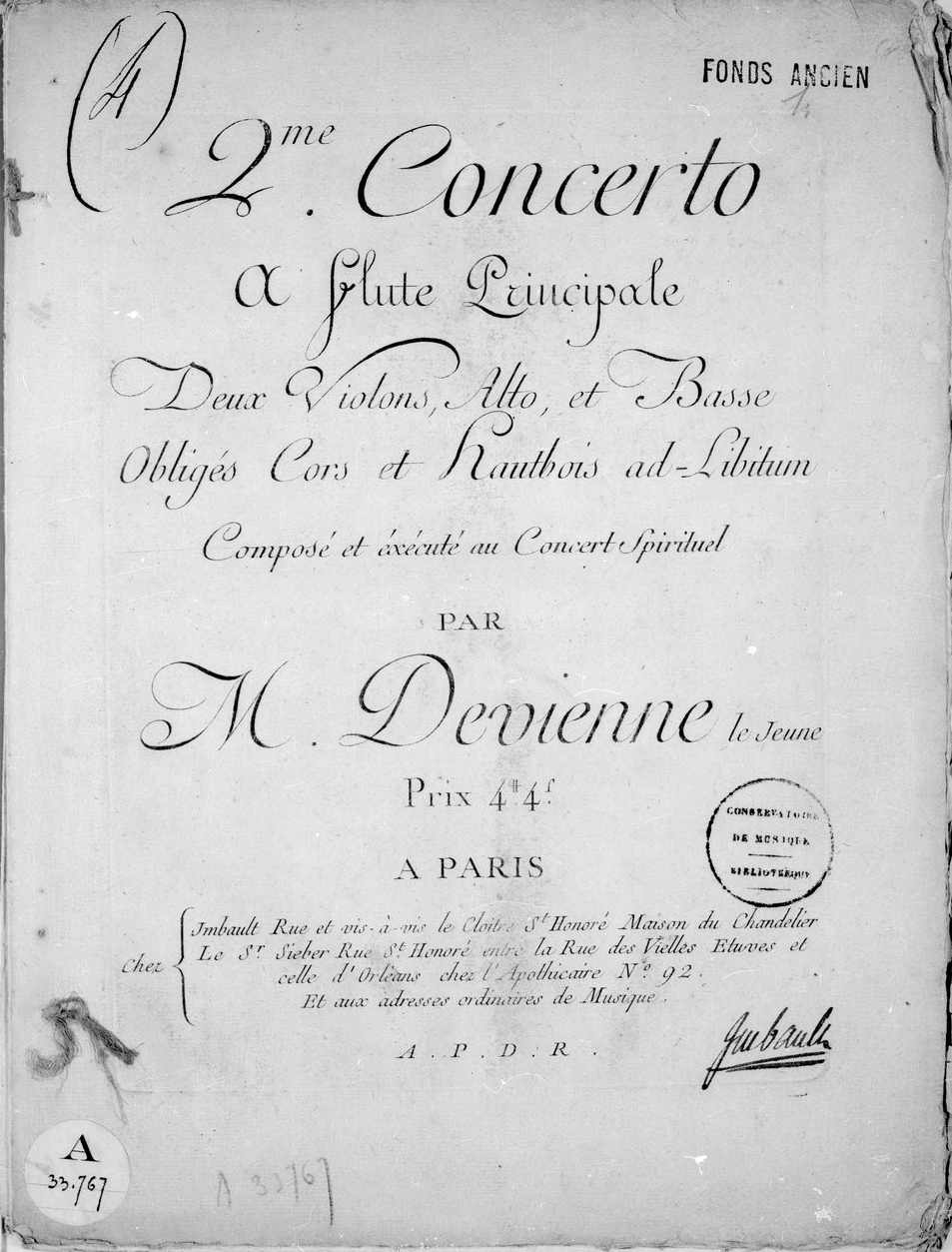
Concerto pour flûte

Un concerto pour flûte est un concerto spécialement écrit pour flûte solo et ensemble instrumental, habituellement un orchestre. Ces œuvres ont été écrites depuis l'époque de la musique Baroque lorsque la forme du concerto a été créée jusqu'à nos jours. Certains des plus grands compositeurs ont contribué au répertoire du concerto pour flûte, en particulier Mozart et Vivaldi.
Traditionnellement composé en trois mouvements, le concerto pour flûte moderne a parfois été écrit pour quatre ou plusieurs mouvements. Dans certains concertos pour flûte, en particulier du baroque et des époques modernes, la flûte est accompagnée d'un orchestre de chambre plutôt que d'un orchestre.
Le XXe siècle a vu le concerto pour flûte défendu par le célèbre flûtiste français Jean-Pierre Rampal.

## Répertoire (sélection)
Les concertos suivants font actuellement partie du répertoire occidental pour la flûte.

### Baroque
- Michel Blavet
  - Concerto en la mineur
- Jean-Marie Leclair
  - Concerto en ut majeur op.7 n°3
- Giovanni Battista Pergolesi (attribué)
  - Concerto pour flûte en sol majeur
  - Concerto pour flûte en ré majeur
- Johann Joachim Quantz – auteur de plus de 300 concertos pour flûte.
  - Concerto en sol majeur
  - Concerto en do mineur
- Georg Philipp Telemann
  - Concerto en fa majeur
- Antonio Vivaldi
  - Concerto en fa majeur pour flûte (La Tempesta di Mare (en)), RV 433 (op. 10, no 1), RV 98 et RV 570
  - Concerto en sol mineur pour flûte (La Notte), RV 439 (op. 10, no 2)
  - Concerto en ré majeur pour flûte (Il Gardellino), RV 428 (op. no 3)
  - Concerto en sol majeur pour flûte, RV 435 (op. 10, no 4)
  - Concerto en fa majeur pour flûte, RV 434 (op. 10, no 5)
  - Concerto en sol majeur pour flûte, RV 437 (op. 10, no 6)
  - Concerto en la mineur pour flûte, RV 440
  - Concerto en ré majeur pour flûte, RV 429
  - Concerto en do majeur pour 2 flûtes, RV 533

### Classique
- C.P.E. Bach
  - Concerto pour flûte en ré majeur
  - Concerto pour flûte en sol majeur H.445 (Wq.169)
  - Concerto pour flûte en ré mineur H.426
  - Concerto pour flûte en la majeur H.438 (Wq.168)
- Franz Benda
  - Concerto en sol mineur
  - Concerto en la mineur
- Domenico Cimarosa
  - 1783 : Concerto pou deux flûtes en sol majeur
- Franz Danzi
  - Concerto no 1 en sol majeur
  - Concerto no 2 en ré mineur
  - Concerto no 3 en ré mineur
  - Concerto no 4 en ré majeur
- François Devienne
  - Concerto No. 2 en ré majeur
  - Concerto No. 3 en sol majeur
  - Concerto No. 7 en mi mineur
  - Concerto No. 10 en ré majeur
- Frédéric II de Prusse
  - 4 concertos pour flûte et cordes
- Christoph Willibald Gluck
  - Concerto en sol majeur (attribué à Gluck)
- Joseph Haydn
  - Concerto pour flûte en ré majeur (perdu)
- Leopold Hofmann
  - Concerto pour flûte en ré majeur (précédemment attribué à Haydn)
- Franz Anton Hoffmeister
  - Concerto pour flûte en ré majeur
- Franz Krommer
  - Concerto pour flûte op.86
- Franz Lachner
  - Concerto pour flûte en ré mineur
- Leopold Mozart
  - Concerto pour flûte en sol majeur
- Wolfgang Amadeus Mozart
  - Concerto pour flûte et harpe
  - Concerto pour flûte no 1
  - Concerto pour flûte no 2 (Écrit à l'origine comme concerto pour hautbois mais à présent partie du répertoire pour flûte)
- Andreas Romberg
  - Concerto pour flûte
- Antonio Rosetti
  - Concerto pour flûte en sol majeur
  - Concerto pour flûte en do majeur
  - Concerto pour flûte en fa majeur
- Antonio Salieri
  - 1774 : Concerto pour flûte, hautbois et orchestre
  - 1777 : Concertino da camera pour flûte et cordes
- Karl Stamitz
  - Concerto en sol majeur
- Peter von Winter
  - Concerto pour flûte no 1 en ré mineur
  - Concerto pour flûte no 2 en ré mineur

### Romantique
- Ferdinand Büchner
  - Concerto n°1 en fa mineur, op.38
- Franz Doppler
  - Concerto en ré mineur pour deux flûtes et orchestre
- Edouard Dupuy
  - Concerto n°1 en ré mineur
- Bernhard Romberg
  - Concerto en si mineur
- Saverio Mercadante
  - Concerto en ré majeur
  - Concerto en mi majeur
  - Concerto en mi mineur
  - Concerto en fa majeur (2 mouvements)
- François Borne
  - Carmen Fantasie Brillante
- Peter Benoit
  - Concerto pour flûte (Symphonic Tale)
- François-Joseph Fétis
  - Concerto en si mineur
- Wilhelm Bernhard Molique
  - Concerto en ré mineur pour flûte et orchestre
- Camille Saint-Saëns
  - Odelette, op. 162
- Carl Reinecke
  - Concerto en ré majeur, op. 283
- Carl Gottlieb Reissiger
  - Concertino en ré majeur pour flûte et orchestre
- Theodoor Verhey
  - Concerto en ré mineur, op.43
- Hendrik Waelput
  - Concerto symphonique en mi majeur

### Moderne
- Samuel Adler
  - 1977 : Concerto pour flûte et orchestre
- Kalevi Aho
  - Concerto pour flûte
- Robert Aitken
  - Concerto pour flûte et orchestre à cordes (Shadows V). (1999)
- Eduardo Angulo
  - Concerto pour flûte
  - Double Concerto pour flûte et harpe
- Malcolm Arnold
  - Concerto pour flûte et cordes
  - Concerto pour flûte no 2
- Aaron Avshalamov
  - Concerto pour flûte
- Leonid Bashmakov (1927-)
  - Concerto pour flûte et orchestre Impressioni marine
- Flint Juventino Beppe
  - Flute Mystery op.66 a/b (flute alto / flûte en do)
  - Concerto pour flûte no 1 op.70
  - Concerto pour flûte no 2 op.80
- Leonard Bernstein
  - Halil (en), nocturne pour flûte, percussion et cordes
- Rutland Boughton
  - Concerto pour flûte et cordes
- Pierre Boulez
  - ...explosante-fixe..., pour MIDI-flute, orchestre de chambre et électronique (1972–1993)
- Robert J. Bradshaw
  - Concerto no 2 pour Catherine, pour flûte, violon, orchestre et/ou piano
- Henry Brant
  - 2002 : Concerto pour flûte solo avec orchestre Ghosts & Gargoyles
- John Carmichael
  - Concerto pour flûte et orchestre : Phoenix Concerto 2222–4331 percussion, harpe, cordes, timpani
- Elliott Carter
  - 2008 : Concerto pour flûte
- John Corigliano
  - Concerto pour flûte et orchestre : Pied Piper Fantasy
- Marc-André Dalbavie
  - 2006 : Concerto pour flûte
- Edison Denisov
  - 1975 : Concerto pour flûte
- Pascal Dusapin
  - 1998 : Concerto pour flûte et orchestre à cordes Galim
- Eric Ewazen (en)
  - Concerto pour flûte et orchestre de chambre
- Jindřich Feld
  - 1954 : Concerto pour flûte
- Morton Feldman
  - 1978 : Flûte et orchestre
- Arthur Foote
  - Nocturne et Scherzo pour flûte et orchestre à cordes
- Lukas Foss
  - 1985 : Renaissance Concerto pour flûte et orchestre
- Jean Françaix
  - Double Concerto pour flûte, clarinette et orchestre
  - 1967 : Concerto pour flûte
- Harald Genzmer
  - Concerto pour flûte
- Sofia Gubaidulina
  - The Deceitful Face of Hope and Despair – Concerto pour flûte
  - Music for Flute, Strings, and Percussion – Concerto pour flûte
- Otar Gordeli
  - Concerto pour flûte et orchestre, Op. 8
- Charles Griffes
  - Poem for Flute and Orchestre
- Jim McGrath
  - Flute Concerto
- Jorge Grundman
  - 2012 : On the Back of a Nightingale. Concerto pour flûte et cordes
- Howard Hanson
  - Sérénade pour flûte solo, harpe et orchestre à cordes
- Chris Paul Harman
  - 1999-2000 : Concerto pour flûte et orchestre, Catacombs
- Jacques Hétu
  - Concerto pour flûte
- Vagn Holmboe
  - 1975-76 : Concerto pour flûte no 1
  - 1981-82 : Concerto pour flûte no 2
- Jacques Ibert
  - 1934 : Concerto pour flûte
- Gordon Jacob
  - Concerto pour flûte et orchestre à cordes op.1
  - Concerto pour flûte et orchestre à cordes op.2
- André Jolivet
  - 1949 : Concerto pour flûte
- Giya Kancheli
  - 2008 : Ninna Nanna Per Anna pour flûte solo et cordes
- Aram Khatchatourian
  - Concerto pour flûte et orchestre – arrangement de son Concerto pour violon en ré mineur
- Peter Paul Koprowski (en)
  - Concerto pour flûte
- Sophie Lacaze
  - 2000 : And then there was the sun in the sky, concerto pour flûte, didgeridoo et orchestre de flûtes
  - 2005 : Les quatre éléments, concerto pour flûte, chœur d'enfants et percussions (2005)
  - 2007 : Het Lam Gods II, pour flûte solo et orchestre de flûtes
- Lowell Liebermann
  - 1992 : Concerto pour flûte et orchestre op.39
  - 1995 : Concerto pour flûte, harpe et orchestre op.48
- György Ligeti
  - Double Concerto, pour flûte, hautbois et orchestre
- Dietrich Manicke (de)
  - Concerto pour flûte
- Jeff Manookian
  - Concerto pour flûte et orchestre
- Olivier Messiaen
  - 1990-91 : Concert à quatre (en) pour piano, flûte, hautbois, violoncelle et orchestre
- Peter Mieg (1906-1990)
  - Concerto pour flûte et orchestre à cordes (1962)
  - Concerto pour 2 flûtes et orchestre à cordes (1974)
- Michael Mower
  - Concerto pour flûte et orchestre d'harmonie
- Thorkell Sigurbjornsson
  - Liongate pour flûte et orchestre
- Carl Nielsen
  - 1926 : Concerto pour flûte
- Krzysztof Penderecki
  - 1992 : Concerto pour flûte
- William P. Perry (en)
  - 1988 : Summer Nocturne for Flute and Orchestra
- Walter Piston
  - 1971 : Concerto pour flûte et orchestre
- Yves Prin
  - 1986 : Le Souffle d'Iris
- Behzad Ranjbaran (en)
  - 2013 : Concerto pour flûte et orchestre
- Einojuhani Rautavaara
  - Concerto pour flûte Dances with the Winds
- Jean Rivier
  - Concerto pour flûte
- Joaquín Rodrigo
  - 1978 : Concierto pastoral pour flûte et orchestre
- Ned Rorem
  - Concerto pour flûte
- Christopher Rouse
  - 1993 : Concerto pour flûte (en)
- Aulis Sallinen
  - 1995 : Concerto pour flûte Harlekiini, op. 70
- R. Murray Schafer
  - 1984 : Concerto pour flûte
- Heather Schmidt
  - 2003 : Concerto pour flûte
- Ole Schmidt
  - Concerto pour flûte et cordes
- Eric Sessler
  - 2011 : Concerto pour flûte
- Judith Shatin
  - 1987 : Ruah
- Toru Takemitsu
  - Toward the Sea II, pour flûte alto, harpe et orchestre à cordes
- Werner Thärichen
  - Concerto pour flûte et orchestre à cordes, op. 29
- Joan Tower
  - 1989 : Concerto pour flûte (en)
- Yuko Uebayashi
  - Concerto pour flûte et orchestre
- Alexander Voltz
  - Concerto pour flûte no 1 en sol, op. 26
- Melinda Wagner
  - Concerto pour flûte, cordes et percussion (prix Pulitzer de musique 1999)
- Mieczysław Weinberg
  - 1961 : Concerto pour flûte no 1, op. 75
  - 1987 : Concerto pour flûte no 2, op. 148
- Herbert Willi (de)
  - Concerto pour flûte
- Charles Wuorinen
  - Concerto de chambre pour flûte et 10 instrumentistes
- Isang Yun
  - Concerto pour flûte